# Discografia di GG Allin
La discografia di GG Allin è molto ampia e va dal 1977 al 2001 tra album in studio, album live, EP, demo, raccolte, LP, singoli, dischi non ufficiali, album postumi ecc..

## Album
| Data                                                               | Titolo                                                                                      | Gruppo                          | Tipo di Album                                          | Etichetta |
| ------------------------------------------------------------------ | ------------------------------------------------------------------------------------------- | ------------------------------- | ------------------------------------------------------ | --- |
| 1977                                                               | Love Tunnel/Devil's Triangle                                                                | Malpractice                     | 7"                                                     | Fu Angel Records |
| 1979                                                               | Bored To Death/Beat, Beat, Beat/One Man Army                                                | GG Allin & The Jabbers          | 7"                                                     | Orange Records |
| 1979                                                               | 1980's Rock 'N' Roll/Cheri Love Affair                                                      | GG Allin & The Jabbers          | 7"                                                     | Destiny Records |
| 1980                                                               | Gimme Some Head/Dead or Alive                                                               | The Motor City Bad Boys         | 7"                                                     | Orange Records |
| 1° pubblicazione:1980; 2°:1983; 3°:1988; 4°:1989; 5°:1995; 6°:2003 | Always Was, Is, and Always Shall Be                                                         | GG Allin & The Jabbers          | 1° pubblicazione:LP; 2°:LP; 3°:LP; 4°:LP; 5°:CD; 6°:LP | 1° pubblicazione:Orange Records; 2°:Blitz Records (Sweden); 3°:Black & Blue Records; 4°:Black & Blue Records; 5°:Halycon Recording Corporation; 6°:Assface (Brazil) |
| 1981                                                               | Jesus Over New York/Galileo                                                                 | Stripsearch                     | 7"                                                     | Vinyl Repellant |
| 1981                                                               | You Hate Me and I Hate You/Automatic/Assface                                                | GG Allin & The Jabbers          | 7"                                                     | Orange Records |
| 1982                                                               | No Rules/A Fuck Up/Up Against the Wall/NYC Tonite                                           | GG Allin & The Jabbers          | 7"                                                     | Orange Records |
| 1983                                                               | The You'll Hate This Record                                                                 | GG Allin & The Jabbers          | LP                                                     | Seidboard World Enterprises/The Only Label in the World |
| 1983                                                               | Hard Candy Cock/Out For Blood/I Don't Give a Shit About You/Drink, Fight & Fuck/Convulsions | GG Allin & The Scumfucs         | 7"                                                     | Blood Records |
| 1984                                                               | Eat My Fuc                                                                                  | GG Allin & The Scumfucs         | LP                                                     | Blood Records |
| 1984                                                               | Live Fast, Die Fast/Living Like an Animal/I Need Adventure/Loudenbomber                     | GG Allin & The Flying 69        | 7"                                                     | Black & Blue Records |
| 1985                                                               | I Wanna Fuck Your Brains Out/Teacher's Pet/I'm Gonna Rape You/Devil's Prayer                | GG Allin & The Scumfucs         | 7"                                                     | Blood Records |
| 1985                                                               | Drink, Fight & Fuck/Out For Blood                                                           | GG Allin & The Scumfucs/Artless | 1° pubblicazione:7"; 2°:LP                             | 1°pubblicazione: Schrott Records; 2°:Holy War/Starving Missile Records                                                                                              |
| 1985                                                               | You'll Never Tame Me                                                                        | GG Allin & The Scumfucs         | Cassetta                                               | / |
|                                                                    |                                                                                             |                                 |                                                        | |
|                                                                    |                                                                                             |                                 |                                                        | |
|                                                                    |                                                                                             |                                 |                                                        | |
|                                                                    |                                                                                             |                                 |                                                        | |
|                                                                    |                                                                                             |                                 |                                                        | |